# Михайловка (Марий Эл)
 Михайловка  — деревня в Советском районе Республики Марий Эл. Административный центр Михайловского сельского поселения.

## Географическое положение
Находится в центральной части республики Марий Эл на расстоянии приблизительно 17 км по прямой на юго-запад от районного центра посёлка Советский.

## История
Основана в 1887 году как выселок Михайловское переселенцами из села Сурты. Первоначально здесь было 13 дворов с населением 55 человек (русские). В 1907 году в деревне было 43 двора. В 1922 году в Михайловке в 38 дворах проживали 300 человек. В советское время работали колхозы имени Ворошилова, имени Калинина, совхоз «Михайловский».

## Население
Население составляло 935 человек (72 % мари, 26 % русские) в 2002 году, 908 в 2010.